# Meraf Bahta
Meraf Bahta Ogbagaber (née le 24 août 1989) est une athlète érythréenne naturalisée suédoise en 2012, spécialiste des courses de fond.

## Biographie
En catégorie junior, sous les couleurs de l'Érythrée, elle se classe cinquième du 1 500 mètres lors des championnats du monde juniors de 2006 et sixième de la course individuelle des championnats du monde de cross-country 2007.
En 2008, elle quitte l'Érythrée pour la Suède où elle est placée dans un camp de réfugiés politiques. Hébergée par Ulf Björklund, son entraineur, elle obtient la nationalité suédoise en 2012 et est autorisée à concourir pour la Suède depuis janvier 2014.
Sélectionnée dans l'équipe de Suède lors des championnats d'Europe par équipes 2014 de Brunswick, elle remporte l'épreuve du 5 000 m. Elle participe fin juillet aux Championnats d'Europe de Zurich et remporte le titre continental du 5 000 m, devant les Néerlandaises Sifan Hassan et Susan Kuijken, dans le temps de 15 min 31 s 39.
Le 9 juillet 2016, Bahta ajoute une médaille d'argent continentale sur 5 000 m à l'occasion des Championnats d'Europe d'Amsterdam, en 15 min 20 s 54.
En 2017, elle termine neuvième des Championnats du monde de Londres sur 1 500 mètres.
Le 8 août 2018, elle remporte la médaille de bronze sur 10 000 m aux championnats d'Europe de Berlin en 32 min 19 s 34, derrière l'Israélienne Lonah Chemtai Salpeter et la Néerlandaise Susan Krumins.
Le 10 février 2019, elle abaisse le record de Suède du 10 000 m aux Pays-Bas en courant en 31 min 09 s. 
En août 2020, elle est disqualifiée de tous ses résultats obtenus entre mai 2018 et août 2019 pour ne pas s'être présentée à trois contrôles antidopage. Elle perd en conséquence sa médaille de bronze des Championnats d'Europe 2018. 

## Palmarès
| Date                     | Compétition                            | Lieu                     | Résultat                 | Épreuve                  | Temps                    |
| Représentant l' Érythrée | Représentant l' Érythrée               | Représentant l' Érythrée | Représentant l' Érythrée | Représentant l' Érythrée | Représentant l' Érythrée |
| ------------------------ | -------------------------------------- | ------------------------ | ------------------------ | ------------------------ | ------------------------ |
| 2005                     | Champ. du monde de cross-country       | Saint-Galmier            | 32e                      | individuel               | 22 min 43 s              |
| 2006                     | Champ. du monde de cross-country       | Fukuoka                  | 12e                      | individuel               | 20 min 22 s              |
| 2006                     | Championnats du monde juniors          | Pékin                    | 5e                       | 1 500 m                  | 4 min 16 s 01            |
| 2007                     | Champ. du monde de cross-country       | Mombasa                  | 6e                       | individuel               | 21 min 24 s              |
| 2008                     | Champ. du monde de cross-country       | Edimbourg                | 43e                      | individuel               | 27 min 31 s              |
| Représentant la Suède    |                                        |                          |                          |                          |                          |
| 2014                     | Championnats d'Europe par équipes      | Brunswick                | 1re                      | 5 000 m                  | 15 min 36 s 36           |
| 2014                     | Championnats d'Europe                  | Zurich                   | 1re                      | 5 000 m                  | 15 min 31 s 39           |
| 2014                     | Coupe continentale                     | Marrakech                | 2e                       | 3 000 m                  | 8 min 59 s 48            |
| 2016                     | Championnats d'Europe                  | Amsterdam                | 2e                       | 5 000 m                  | 15 min 20 s 54           |
| 2016                     | Jeux olympiques                        | Rio de Janeiro           | 6e                       | 1 500 m                  | 4 min 12 s 59            |
| 2017                     | Championnats d'Europe en salle         | Belgrade                 | 4e                       | 1 500 m                  | 4 min 07 s 90            |
| 2017                     | Championnats d'Europe par équipes      | Vaasa                    | 2e                       | 1 500 m                  | 4 min 14 s 51            |
| 2017                     | Championnats du monde                  | Londres                  | 9e                       | 1 500 m                  | 4 min 04 s 76            |
| 2017                     | Championnats d'Europe de cross-country | Šamorín                  | 2e                       | Individuel               | 27 min 03 s              |
| 2018                     | Championnats du monde en salle         | Birmingham               | 10e                      | 1 500 m                  | 4 min 23 s 05            |
| 2018                     | Championnats du monde en salle         | Birmingham               | 12e                      | 3 000 m                  | 9 min 05 s 94            |
| 2018                     | Championnats d'Europe                  | Berlin                   | —                        | 10 000 m                 | DSQ                      |
| 2021                     | Championnats d'Europe en salle         | Toruń                    | 4e                       | 3 000 m                  | 8 min 48 s 78            |
| 2021                     | Jeux olympiques                        | Tokyo                    | 18e                      | 10 000 m                 | 31 min 10 s 49           |
| 2021                     | Championnats d'Europe de cross-country | Dublin                   | 2e                       | Individuel               | 26 min 44 s              |

## Records
| Épreuve  | Performance         | Lieu      | Date               |
| -------- | ------------------- | --------- | ------------------ |
| 1 500 m  | 4 min 00 s 49 (NR)  | Bruxelles | 1er septembre 2017 |
| 3 000 m  | 8 min 37 s 50 (NR)  | Monaco    | 21 juillet 2017    |
| 5 000 m  | 14 min 49 s 95 (NR) | Rabat     | 22 mai 2016        |
| 10 000 m | 31 min 13 s 06 (NR) | Palo Alto | 5 mai 2017         |